# Osservatorio astronomico dell'isola di Ishigaki
| 333639 Yaima   | 21 agosto 2008 |
| 372024 Ayapani | 24 agosto 2008 |

L'osservatorio astronomico dell'isola di Ishigaki (石垣島天文台?, Ishigakijima tenmondai) è un osservatorio astronomico giapponese gestito cooperativamente da sei istituzioni, situato ad Arakawa sull'isola di Ishigaki, alle coordinate 24°22′22.31″N 124°08′21.41″E a circa 200 metri di altitudine. Il suo codice MPC è D44 Ishigakijima Astronomical Observatory.
L'osservatorio nacque nel 2002 con il radiotelescopio che costituì la quarta stazione della rete VERA, un progetto per ottenere una mappa tridimensionale della galassia. Nel 2004 venne ampliato con l'installazione del telescopio riflettore a infrarossi da 105 cm. Dal 2006 compie anche una funzione divulgativa con visite aperte al pubblico.
L'osservatorio è accreditato dal Minor Planet Center per le scoperte di due asteroidi effettuate entrambe nel 2008.